# Rosita (album van André Moss)
Rosita is het tweede muziekalbum van André Moss. Hij bracht het uit in 1974. Alle nummers werden geschreven en geproduceerd door Jack de Nijs. De arrangementen werden gemaakt door Jack de Nijs samen met Jacques Verburgt. Het album werd opgenomen in de Relight Studio in Hilvarenbeek.
Net als Ella, werd ook de titelsong Rosita van dit album door de televisiezender TROS uitgekozen als herkenningstune. Zowel die single als dit album was succesvol. Dit album stond twaalf weken in de Hilversum 3 LP Top 10, waarvan twee weken op nummer 3. De elpee werd onderscheiden met platina en de muziekcassette met goud.

## Nummers
| Nr. | titel                  |
| --- | ---------------------- |
| A1  | Rosita                 |
| A2  | Raindrops              |
| A3  | Let the bouzoukis play |
| A4  | Glenn's party          |
| A5  | Theme for Maria        |
| A6  | Viva Gerona            |
| B1  | Autumn song            |
| B2  | Lady in blue           |
| B3  | A waste of time        |
| B4  | El vida                |
| B5  | Mary Ann               |
| B6  | This is my Shan-Gri-La |